# Cedro
Cedro este un oraș în statul Ceará (CE) din Brazilia.